# Chrást (Kovářov)
Chrást (německy Chrast) je vesnice, část obce Kovářov v okrese Písek v Jihočeském kraji. Leží tři kilometry od Kostelce nad Vltavou, od Žebrákova dva kilometry. Jižně od vsi byla Schwarzenberská obora, dodnes se v ní dochovali daňci. Chrást leží v katastrálním území Chrást u Zahořan o rozloze 8,84 km².

## Historie
První písemná zmínka o vesnici pochází z roku 1394. Dějiny jsou spjaté s tvrzí Holešice. Holešice se nachází zhruba kilometr severozápadním směrem od Chrástu. Stávala zde tři panská sídla a dvě vesnice Staré Holešice a Nové Holešice. Ze dvou tvrzí se dochovala pouze památkově chráněná tvrziště a zatímco třetí se částečně dochovala v areálu hospodářského dvora. Starší tvrz byla v držení Zdislava z Holešic v letech 1365–1392. Roku 1380 se připomíná Kuneš z Holešic. Roku 1429–1448 Martin z Holešic rozšířil svůj majetek a přikoupil k tvrzi i okolní vesnice Voltýřov, Žebrákov, Chrást, Radavu. Za vlády krále Jiřího z Poděbrad postoupil tvrz Jan Kovářovský z Jetřichovic panu Zdeňkovi ze Šternberka, aby mohl lépe hájit své zájmy. V roce 1469 zde bylo svedeno mnoho bojů. V následujícím roce nechal Zdeněk ze Šternberka opevnit dvůr hradbami a příkopy. V severní části dvorce nechal postavit mohutnou kamennou tvrz. V 15. století patřily Holešice k majetku pánů ze Švamberka. Obě vesnice Staré i Nové Holešice v tomto století zanikly. Roku 1506 byly Holešice postoupeny Bohuslavem ze Švamberka zvíkovskému Jindřichu ze Švamberka a tím byly připojeny k zvíkovskému a později orlickému panství.
Ve tvrzi u vchodu bývala robotní zvonička se zvonkem z roku 1740. Na zvonku byl obraz Jezulátka a znak vrchnosti. Po úderu blesku v roce 1939 vyhořela východní část dvora i se zvoničkou.
Sbor dobrovolných hasičů byl ve vesnici založený roku 1903.
V roce 1930 měl Chrást 330 obyvatel a 60 popisných čísel.
V roce 1940 byla vyměřena okresní silnice Chrást–Radava.

## Obyvatelstvo
| Rok            | 1869 | 1880 | 1890 | 1900 | 1910 | 1921 | 1930 | 1950 | 1961 | 1970 | 1980 | 1991 | 2001 | 2011 | 2021 |
| -------------- | ---- | ---- | ---- | ---- | ---- | ---- | ---- | ---- | ---- | ---- | ---- | ---- | ---- | ---- | ---- |
| Počet obyvatel | 415  | 410  | 436  | 426  | 391  | 347  | 330  | 193  | 126  | 106  | 64   | 69   | 62   | 59   | 48   |
| Počet domů     | 44   | 43   | 51   | 54   | 55   | 56   | 63   | 66   | 39   | 33   | 26   | 28   | 52   | 49   | 52   |

## Obecní správa
Při sčítání lidu v letech 1850–1960 Chrást byl samostatnou obcí v okrese Milevsko. V letech 1961–1984 byl částí obce Zahořany v okrese Písek. Od 1. ledna 1985 je částí obce Kovářov v okrese Písek.

## Pamětihodnosti
- Kaple se zvoničkou ve vesnici na návsi je zasvěcená svatému Václavu nebo svatému Janu Nepomuckému. Je ze druhé poloviny 18. století.[14] Podle jiného zdroje byla kaple postavená roku 1840.[15] Kaple byla dříve zasvěcená Panně Marii. V roce 1997 byla kaple nově opravena a 27. září téhož roku byla znovu vysvěcena a zároveň přesvěcena na kapli svatého Václava.[15] Tato kaple je památkově chráněná.
- Kříž před návesní kaplí byl postavený roku 1933 ze sbírek mezi místními občany. Je postavený na místě původního kříže, který byl poškozený vichřicí.[16]
- Fořtův kříž je kamenný, reliéfně zdobený motivem kalicha a je v ohrádce. Nachází se u komunikace do vesnice ve směru ze Zahořan u bývalé školy. V roce 1900 byl postavený místním občanem, který jej nechal postavit po svém návratu z Ameriky. Ve stejném roce byl i vysvěcený.[17]
- Bartůňkův kříž se nachází za školou u bývalé cesty do Žebrákova. Na tomto místě byl postavený roku 1937 místní rodinou. Na tomto místě hospodáři panu Bartůňkovi šlápl na nohu býk a na neléčenou snět zemřel.[17]
- Fořtův (Bartůňkův) kříž byl původně kamenný, ale poté, co byl v padesátých letech poničený, byl nahrazený litinovým křížem. Kříž je mezi stromy u komunikace do vesnice ve směru od Zahořan u odbočky do Holešic.[18]
- Kinclův kříž se nachází nedaleko od vesnice ve směru na Radavu u hájovny. Dochovalo se z něj torzo kamenného podstavce. Sokl nese dataci 1888.[19]
- Hroníkův kříž se nalézá nad Radavou. Byl poznamenaný vandalismem. V současné době je opět opravený.[20]
- Kříž na výběžku proti zámku Orlíku nechal postavit jako projev své vděčnosti kníže Schwarzenberg. Při jízdě k převozu se jemu a jeho rodině splašili koně a jen díky náhodě se převrhnutý kočár zastavil o strom. Datace na soklu je nečitelná. [21]
- Ve vesnici se nachází několik roubených chalup. Venkovská usedlost čp. 17 na návsi je památkově chráněná.

## Galerie

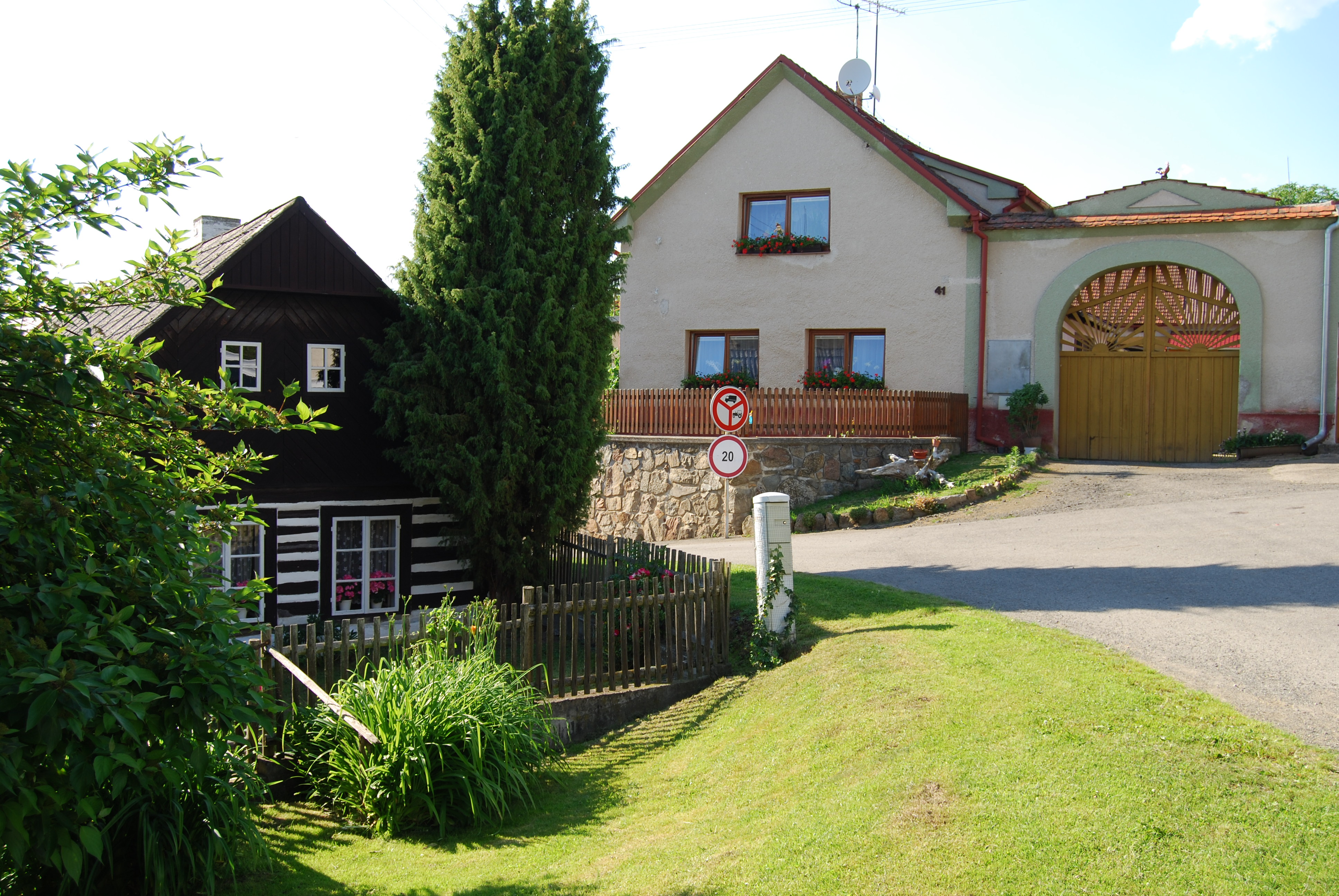
Pohled na část vesnice
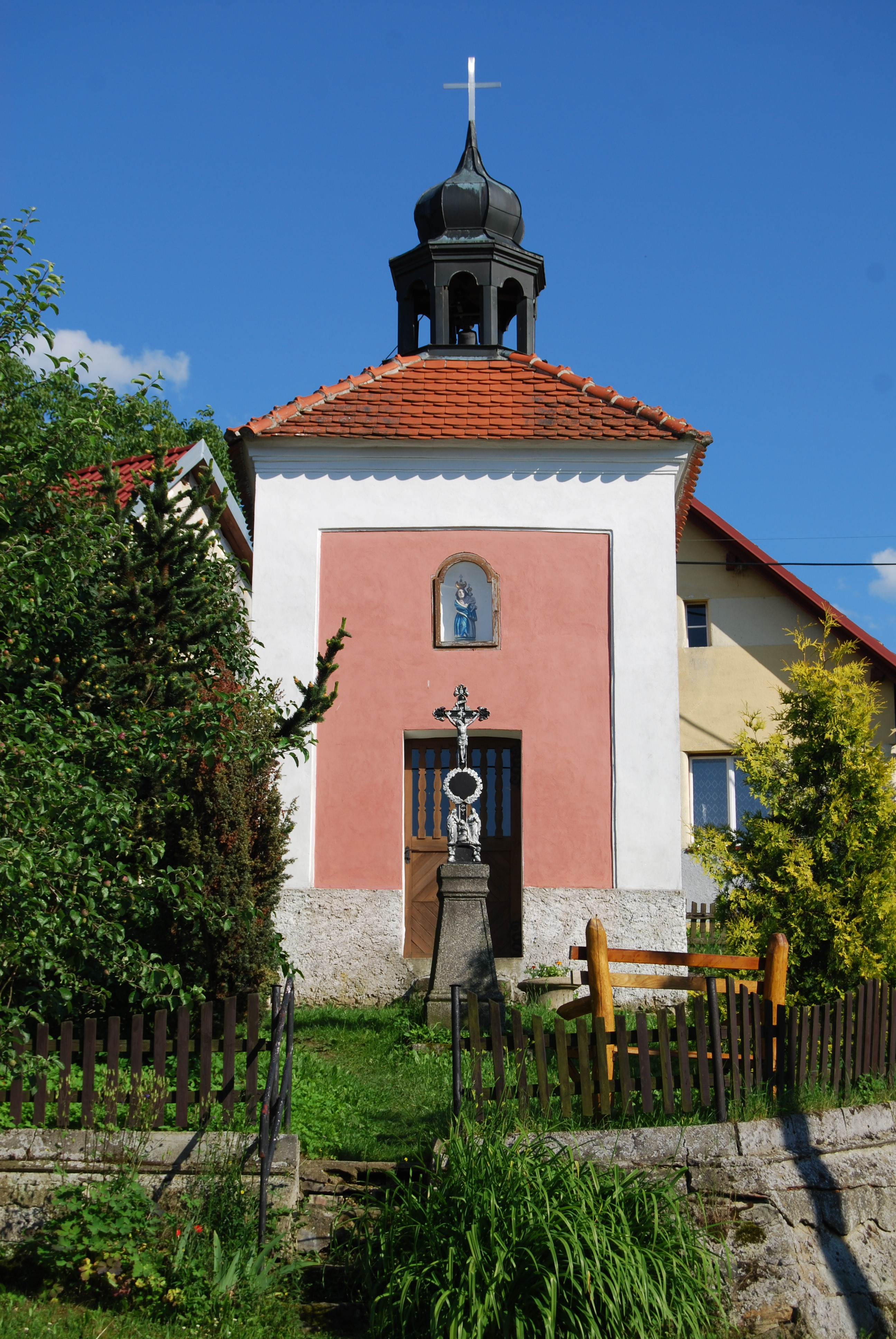
Návesní kaple
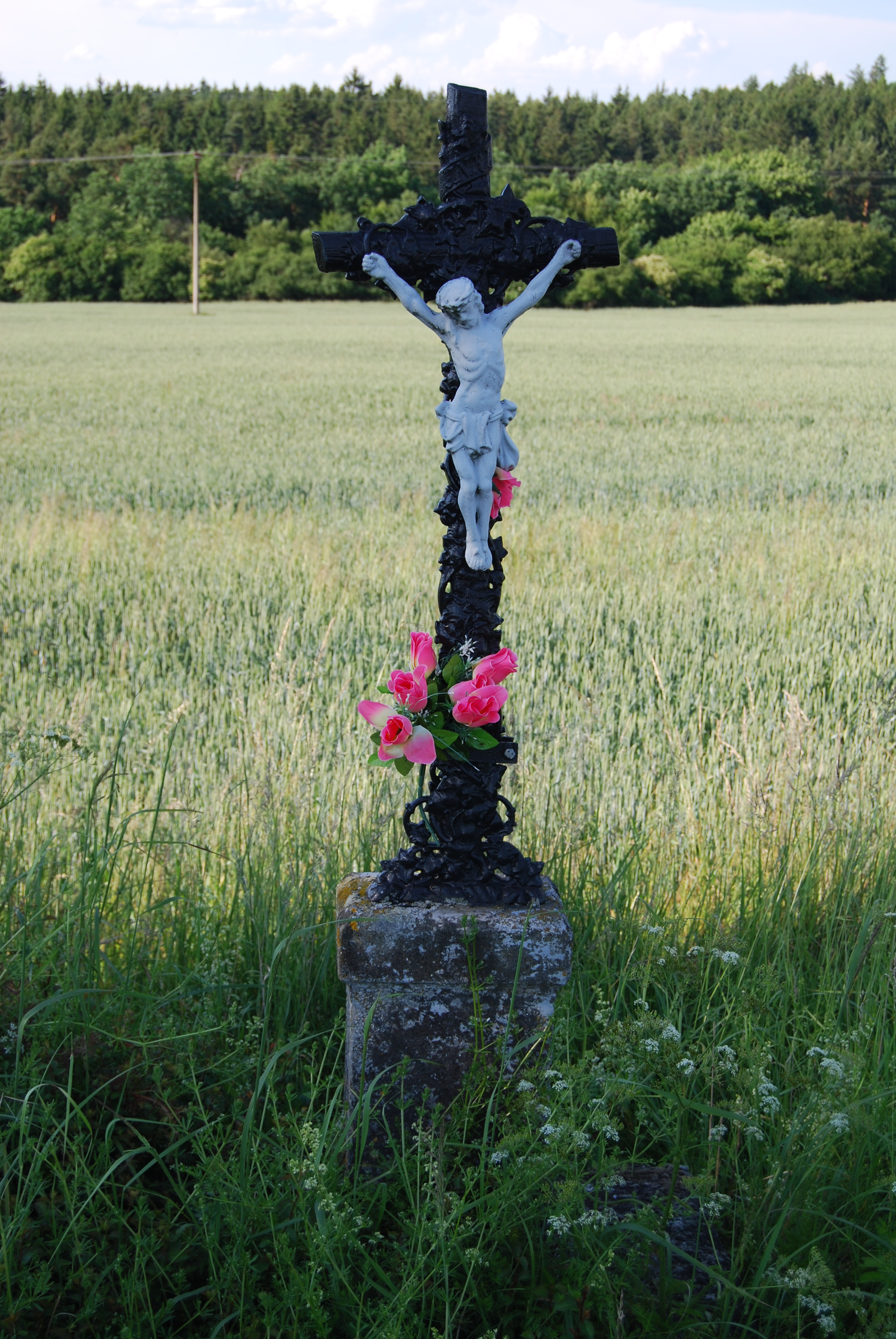
Hroníkův kříž
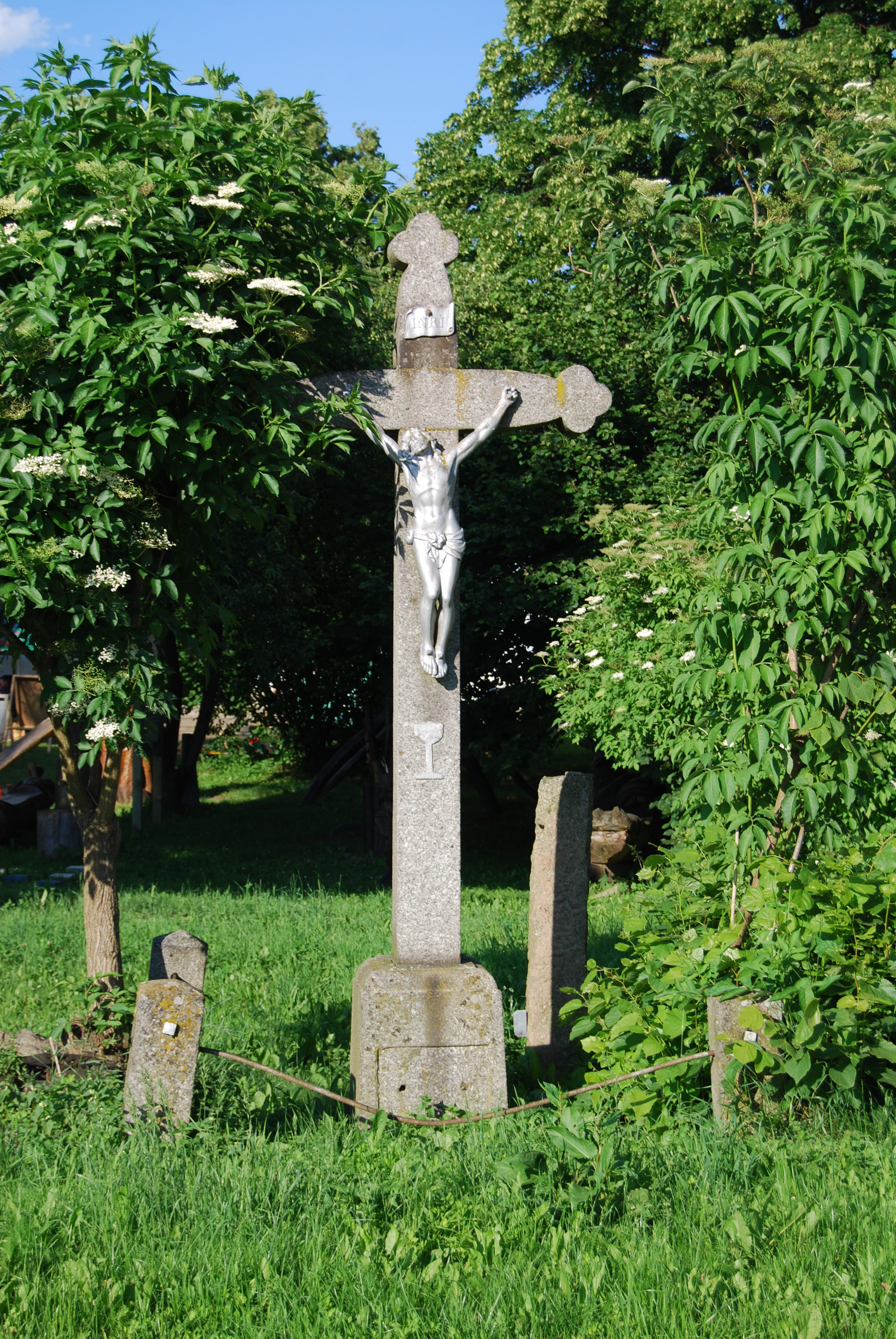
Fořtův kříž
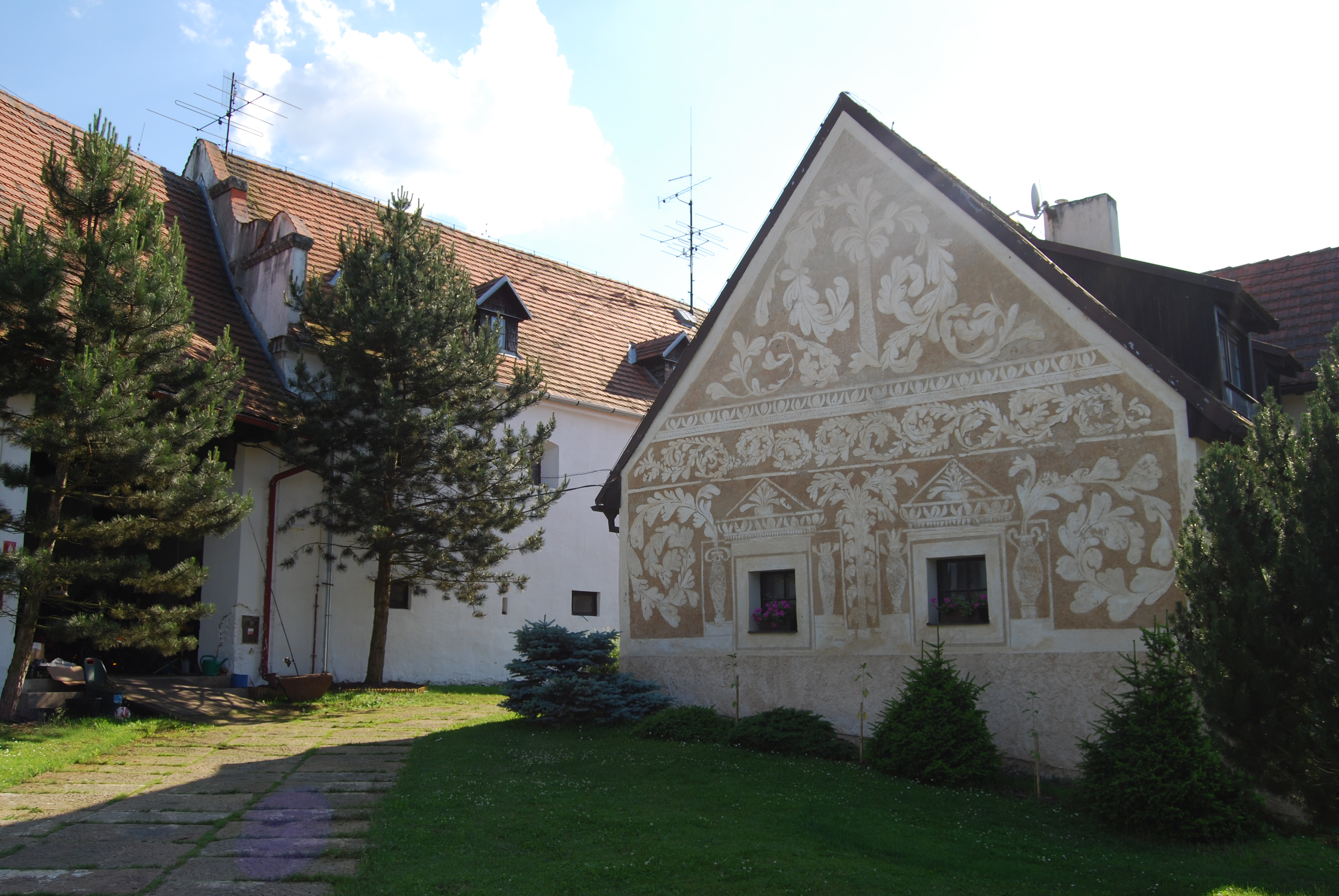
Tvrz Holešice s hospodářským dvorem
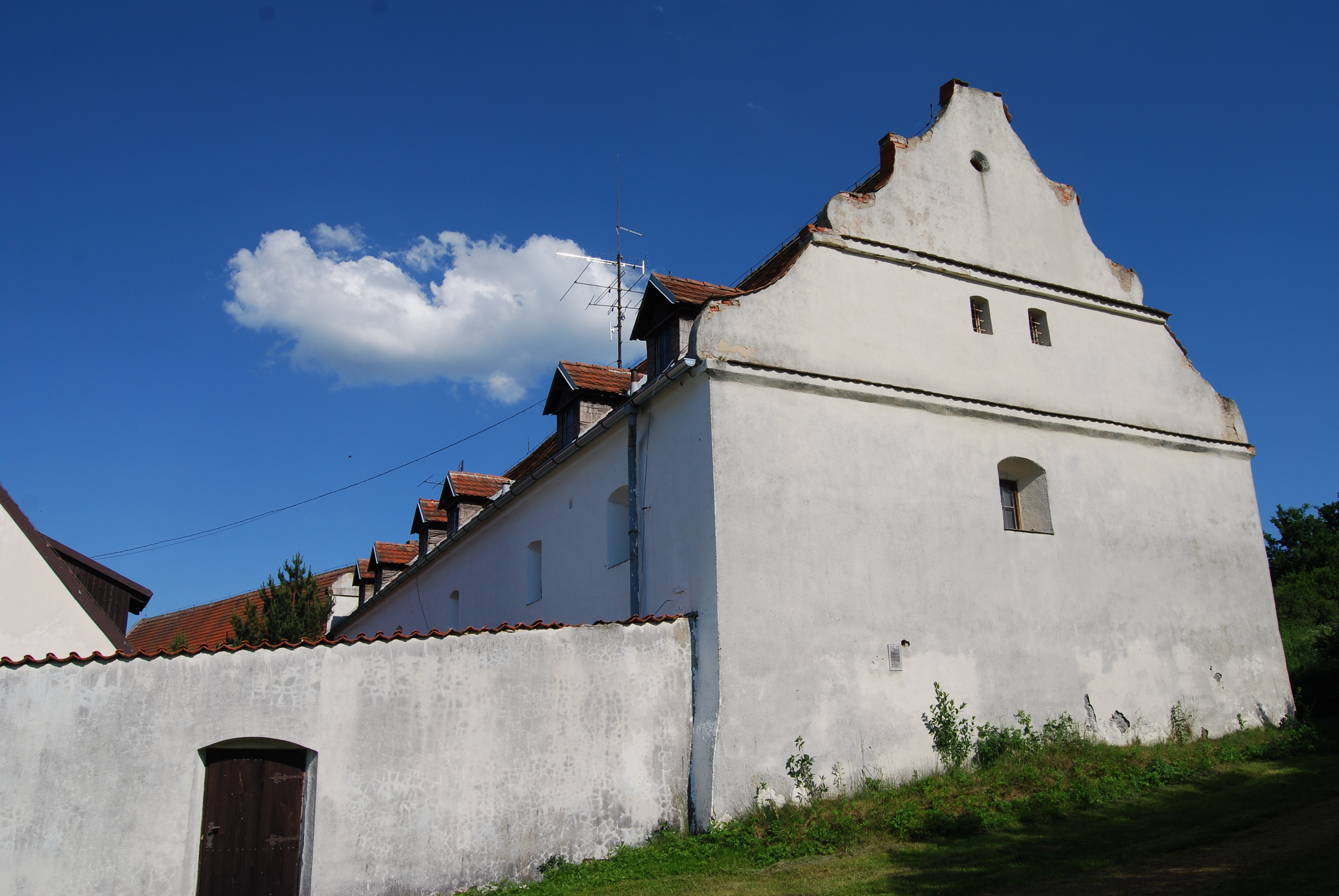
Tvrz Holešice s hospodářským dvorem